# Course de côte della Consuma
La Course de côte della Consuma (ou Coppe della Consuma) était une compétition automobile italienne pour voitures de course et motocyclettes, disputée avant-guerre essentiellement à la mi-juin puis en octobre, sur un trajet d'environ 15 kilomètres. Elle fut organisée par le Club Automobilisti Fiorentini, devenu l'Automobile Club di Firenze (placé sous l'égide du Touring Club Italiano, devenu Reale Automobile Club d'Italia). Elle est la deuxième course de côte recensée en Italie (après Madonna del Pilone - Pino Torinese en 1900), et elle a donné lieu à 26 courses en 63 ans.

## Histoire
Dès 1900, le chevalier Ugobaldo Tonietti propose d'organiser cette compétition de Pontassieve au Passo della Consuma: la course prévue en 1901 est finalement annulée, faute d'un nombre de participants suffisant. En 1902, les 13 concurrants partent du pont séparant Pontassieve de San Francesco, précisément dans la localité de La Fortuna, l'arrivée étant située à La Castellaccia, peu avant le col. Ce dernier est à 1 050 mètres d'altitude, sur la commune de Montemignaio (province d'Arezzo). Il relie la région de Valdarno à la vallée de Casentino.
Avant le second conflit mondial, le record de l'ascension revient à Tazio Nuvolari en 1931, en 9 min 54 s 6.
La compétition a été intégrée au Championnat du monde des voitures de sport à la fin du mois de mai en 1963 (vainqueur Edoardo Lualdi Gabardi), et en 1964 (vainqueur Odoardo Govoni, le seul triple vainqueur, en 1958, 1960 et 1964). À l'époque le nombre d'engagés croît sensiblement, à 150 puis 242. Le nombre de spectateurs au bord de la route oscille alors entre 80 000 et 100 000 par saison. Pour des raisons de sécurité évidente, la côte n'est plus organisée à partir de 1965, mais aussi car les efforts financiers de l'Automobile Club di Firenze doivent alors se concentrer sur son nouveau circuito stradale del Mugello. La route entre Florence et Casentino, et la portion Strada Statale 70 della Consuma, ne peuvent plus désormais être coupées en raison du trafic, bien qu'une ultime édition ait été prévue en 1965... et annulée à la dernière minute.
Depuis 1988 et après 24 années d'absence, une compétition annuelle de type « Historic » a pris le relais pour cette compétition, grâce aux efforts conjoints d'Amos Pampaloni, de la Commissione Sportiva dell'Automobile Club di Firenze, de l'Unione Sportiva Pontassieve, et de la Scuderia Clemente Biondetti. Giuliano Peroni et Daniele Grazzini l'ont remportée chacun à quatre reprises. En 2010, Denny Zardo a gagné sur Osella la 22e édition VHC, ou XXXXVIIIe Coppa della Consuma.

### Palmarès
(toutes les victoires absolues sont obtenues par des pilotes italiens)

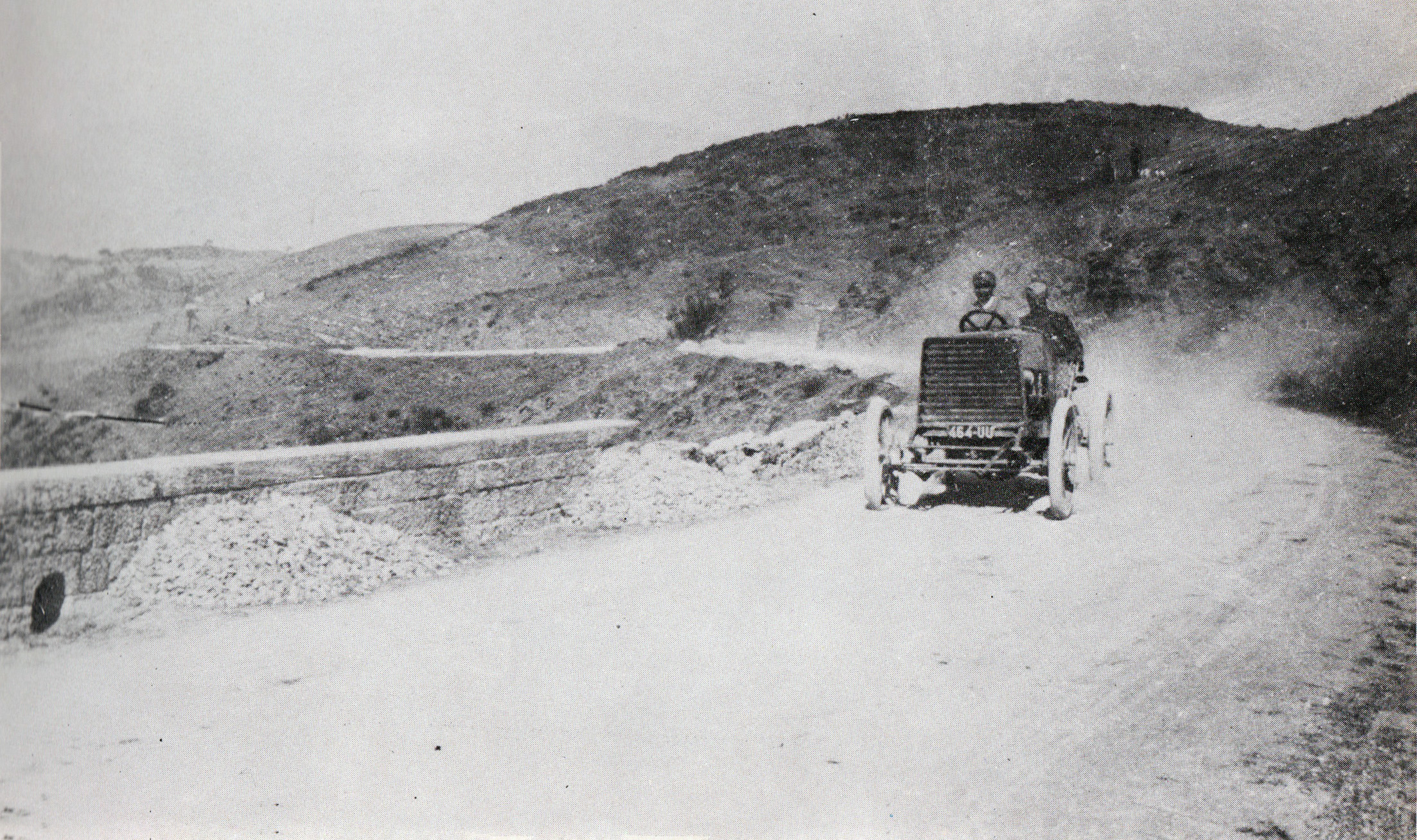
La Coupe en 1902.

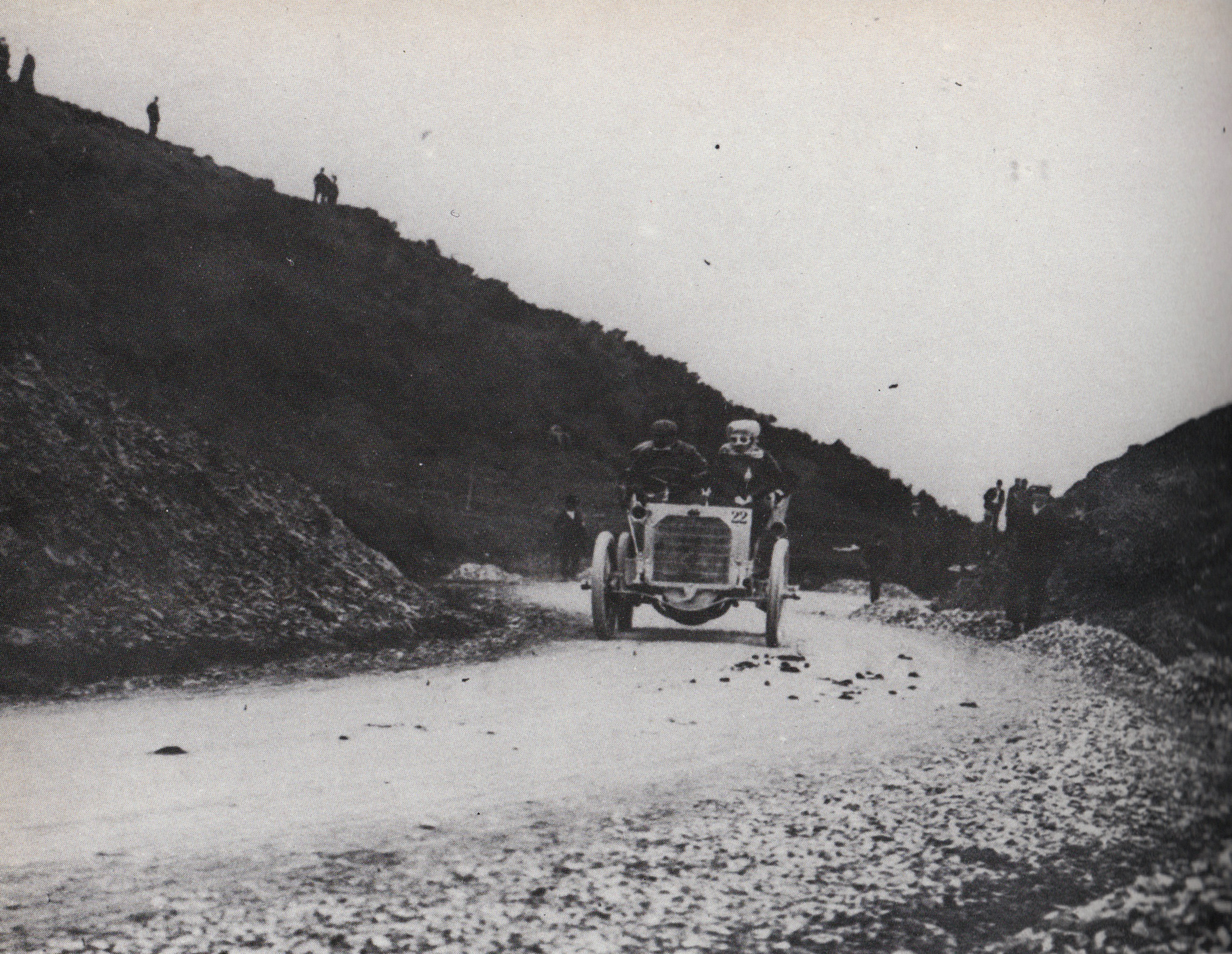
La Coupe en 1903.

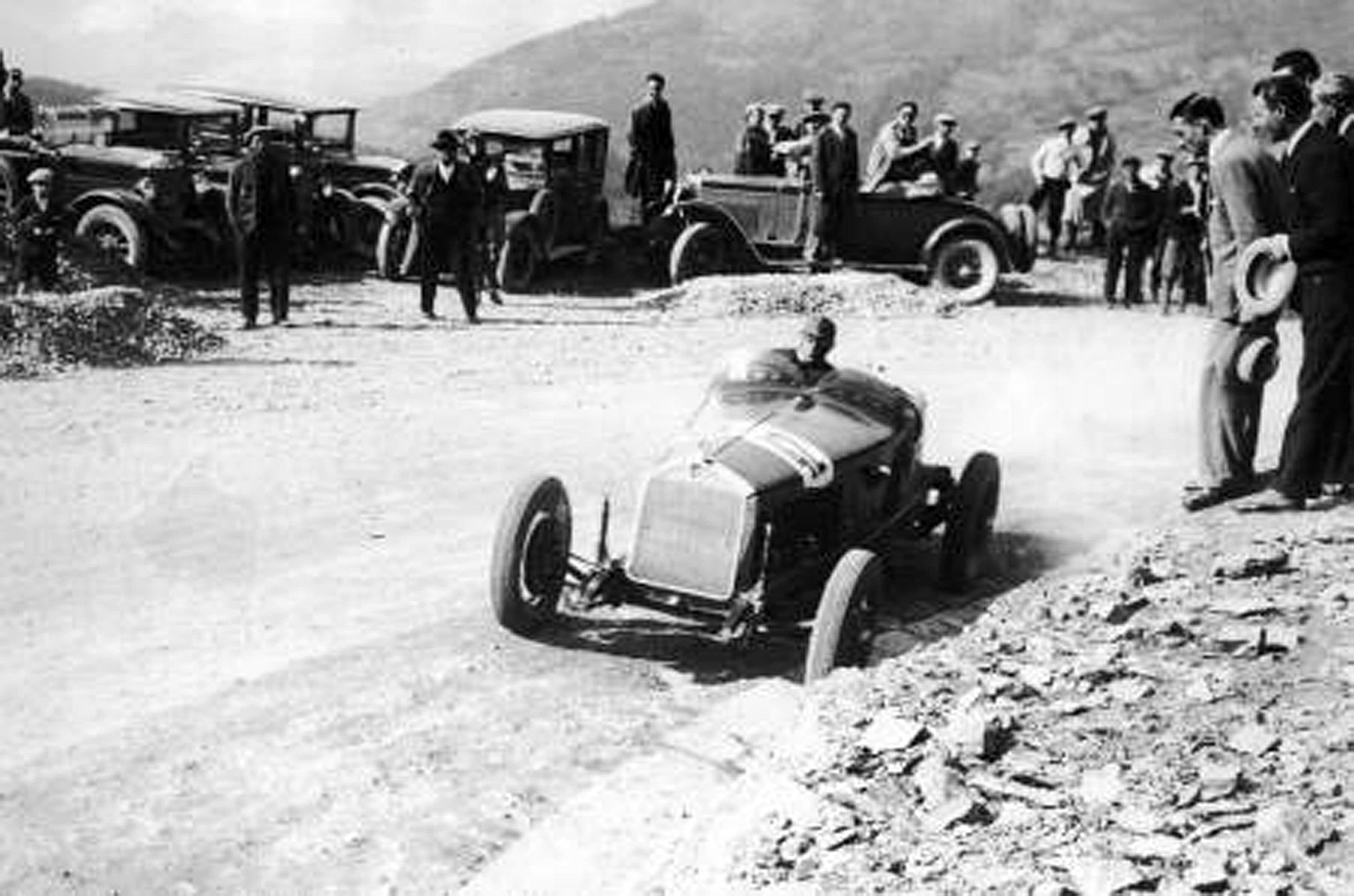
Tazio Nuvolari en 1930, sur Alfa Romeo 6C 1750 GS.

| Année       | Vainqueur                  | Voiture                       |
| ----------- | -------------------------- | ----------------------------- |
| 1902        | Ugobaldo Tonietti          | Panhard 16hp                  |
| 1903        | Felice Nazzaro             | Panhard 70hp                  |
| 1904        | Vincenzo Lancia            | Fiat 75hp                     |
| 1905 à 1918 | Annulée                    | Annulée                       |
| 1919        | Antonio Ascari             | Fiat S57/14B                  |
| 1920        | Paolo Niccolini            | Fiat 130hp                    |
| 1921        | Luigi Angelini             | SCAT 120hp 9L.                |
| 1922        | Giulio Masetti             | Mercedes Grand Prix type 1914 |
| 1923        | Giulio Masetti             | Alfa Romeo RL 3L.             |
| 1924        | Emilio Materassi           | Itala Simplex 4.7L.           |
| 1925 à 1928 | Réservée aux motocyclettes | Réservée aux motocyclettes    |
| 1929        | Bruno Presenti             | Alfa Romeo 1750 SS            |
| 1930        | Clemente Biondetti         | Bugatti T35C                  |
| 1931        | Tazio Nuvolari             | Alfa Romeo Monza 2.3L.        |
| 1932 à 1934 | Non disputée               | Non disputée                  |
| 1935        | Giosuè Calamai             | Alfa Romeo                    |
| 1936 à 1938 | Non disputée               | Non disputée                  |
| 1939        | Umberto Violini            | Lancia Aprilia                |
| 1940 à 1951 | Annulée                    | Annulée                       |
| 1952        | Pietro Palmieri            | Ferrari                       |
| 1953        | Piero Scotti               | Ferrari 250MM Spider          |
| 1954        | Piero Scotti               | Ferrari 250MM Spider          |
| 1955        | Non disputée               | Non disputée                  |
| 1956        | Giulio Cabianca            | O.S.C.A. MT4 1500             |
| 1957        | Giulio Cabianca            | O.S.C.A. MT4 1500             |
| 1958        | Odoardo Govoni             | Maserati                      |
| 1959        | Ludovico Scarfiotti        | O.S.C.A. S1550                |
| 1960        | Toselli                    | Ferrari                       |
| 1961        | Odoardo Govoni             | Maserati                      |
| 1962        | Giampiero Biscaldi         | Alfa Romeo Giulietta SZ       |
| 1963        | Edoardo Lualdi Gabardi     | Ferrari Dino 196 Sp           |
| 1964        | Odoardo Govoni             | Maserati                      |